# Apeadero Totoral
Totoral es un apeadero ubicada en las afueras de la localidad de Cañada de Luque, Departamento Totoral, Provincia de Córdoba, Argentina.
No queda ningún rastro del paso del ferrocarril.

## Servicios
Fue inaugurada en 1911 por el Ferrocarril Central Norte Argentino. En 1948 se transfirió al Ferrocarril General Belgrano. No presta servicios de pasajeros ni de cargas desde 1977. Sus vías e instalaciones están a cargo de la empresa estatal Trenes Argentinos Infraestructura.